# 富山地方鉄道デ5010形電車
富山地方鉄道デ5010形電車（とやまちほうてつどうで5010がたでんしゃ）は、1950年（昭和25年）に登場した富山地方鉄道の路面電車車両である。
射水線・笹津線と富山軌道線の直通運転向けに製造され、加越能鉄道でも運用されたが、1992年（平成4年）までに全車が廃車となった。
本項では富山軌道線向けとして登場したデ5000形電車と、デ5010形の譲渡車である野上電気鉄道デ10形電車についても併せて記述する。

## 概要
デ5000系は、鉄道線車両とほとんど変わらない高床式で扉部分が間延した2段ステップを装備した路面電車型の外観が特徴。出力38kw×2の直接制御で、柴田式自動連結器を装備している。車体は鋼製車体をベースに屋根と客室内は木製で仕上げられた半鋼製車両となっている。デ5000形4両とデ5010形30両、2形式で計34両が製造された。
デ5000形は、1950年（昭和25年）に日本車輌および汽車会社の2社で製造された。
デ5010形は、1950年に日本車輌・汽車会社・日立製作所・愛知富士産業の4社で30両（5011 - 5040）が製造された。製造は、5011 - 5015が日本車輌、5016 - 5020が汽車会社、5021 - 5030が日立製作所、5031 - 5040が愛知富士産業である。
当初は直接制御式だったため、連結運転の場合、各々の車両に運転士が乗り込みブザー合図の協調運転を行っていた。
1951年、高伏線（軌道線）と射水線（鉄道線）が結ばれると、高床式の5010形は両方に乗り入れできることから重宝された。デ5010形は運行合理化のため1962年から、間接総括制御とジャンパ連結器取付の改造がされ、開口幅900mmの木製2枚手動扉だった出入口も、開口幅690mmの鋼製1枚自動扉に改造された。
デ5000形は扉の鋼製1枚扉化と連結器撤去以外は大きな改造はされず、直接制御のままで富山軌道線専用になり、1972年（昭和47年）の運行終了まで使用された。
1966年、射水線に高度経済成長の波が押し寄せ、富山県の新産業都市計画により放生津潟を富山新港として開発することになる。越ノ潟駅 - 堀岡駅間の堀切鉄橋が港の入口に当たり、路線分断を余儀なくされた。分断時、14両が加越能鉄道籍に移っていたが、1967年、デ7070形6両が竣工すると、デ5027 - 5030、5037 - 5040の8両が富山地方鉄道に戻り、5021 - 5026の6両が加越能鉄道に残った。
富山地方鉄道所属車は、1975年（昭和50年）に笹津線が廃止、1980年（昭和55年）に射水線が廃止となると余剰となり全車廃車された。

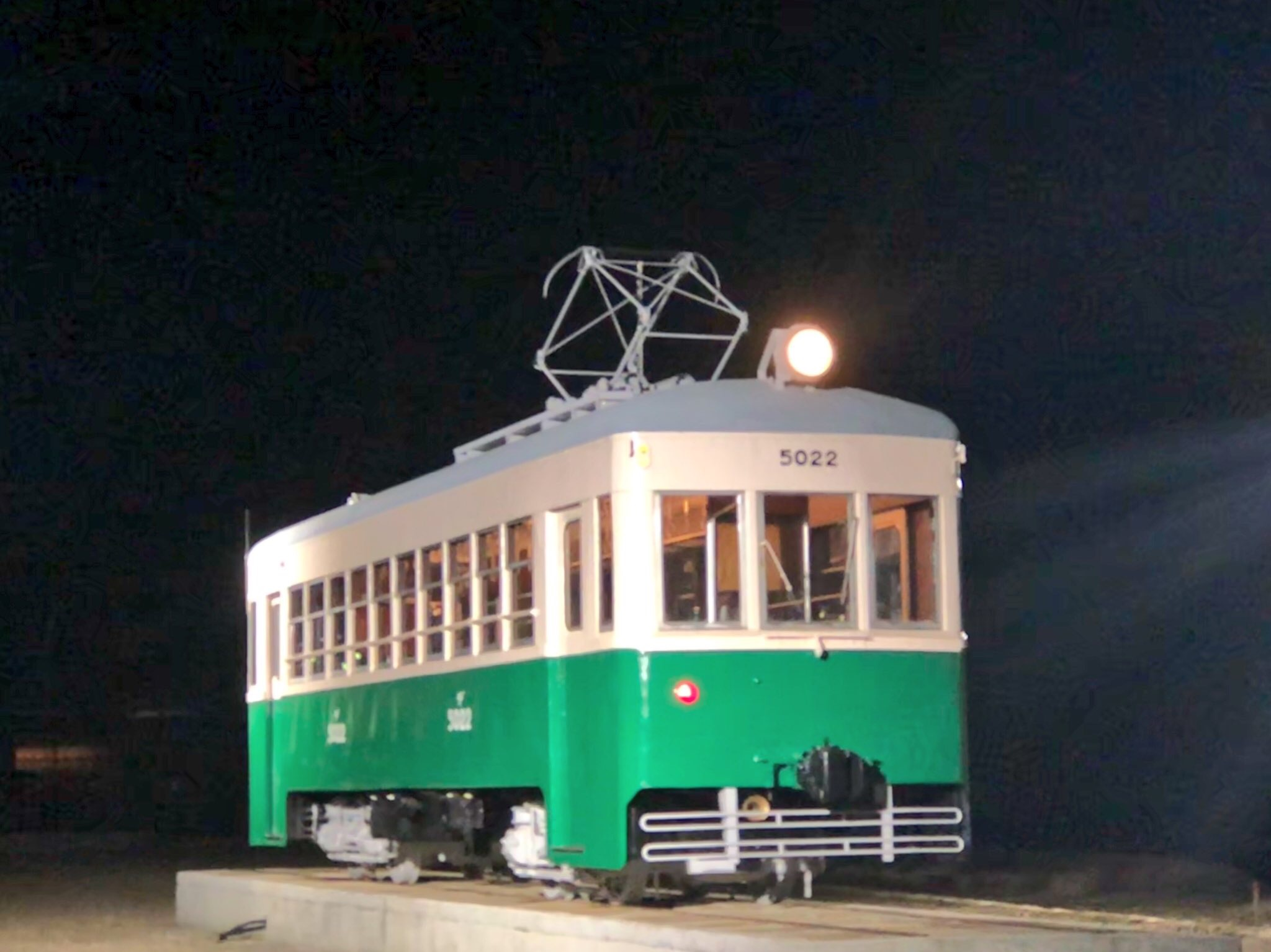
TEKリトルパークに保存中のデ5022

加越能鉄道所属車は、1971年（昭和46年）に伏木線が廃止されると、5022を除き全車廃車となった。残された5022は、同年に除雪専用車に改造され、主電動機を2基追加して出力を38kW×4基と増強、車内に凍結防止剤（塩化カルシウム）を散布する機械を設置し、前後にスノープラウを装着した。1992年（平成4年）に鉄道車両としては除籍され、機械の扱いとなり、万葉線にも引き継がれたが、車齢が60年以上経っていることから老朽化は避けられず、2012年（平成24年）の稼働が最後となった。しかし、デ5010形の最後の生き残りであることから産業遺産の保存のため、2017年（平成29年）に高岡市衛生公社が引き取り、1年間かけて復元されることとなった。ジェイアール貨物・北陸ロジスティクス（石川県金沢市）により屋根やシートを運行当時の状態に復元するなどの修理を実施し、2018年（平成30年）10月13日より高岡市吉久の新吉久停留場近くにある『TEKリトルパーク』に展示されている。

## 野上電気鉄道 デ10形

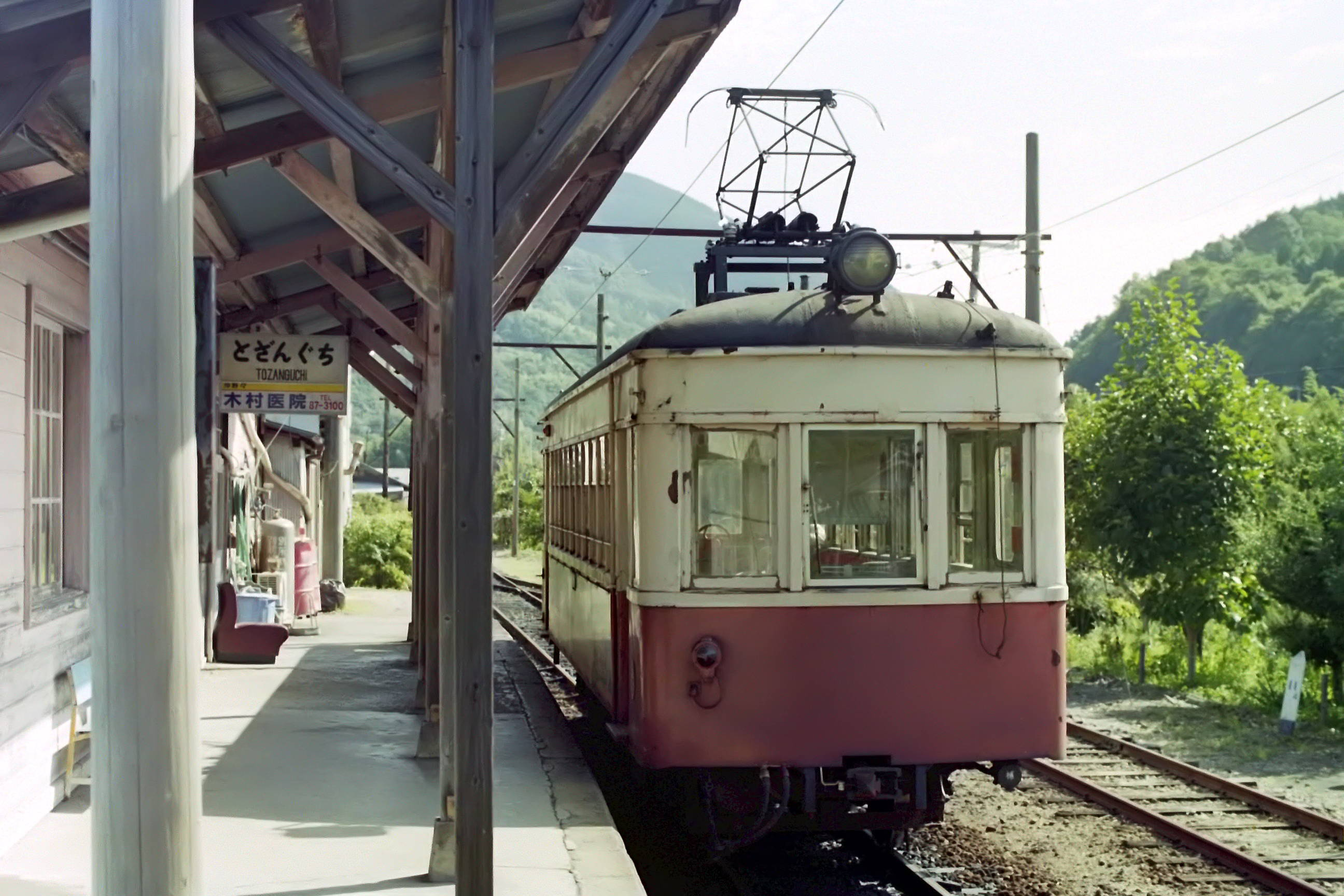
野上電気鉄道 デ10形
（1994年3月 / 登山口）

和歌山県の地方私鉄であった野上電気鉄道が車両近代化を目的として、1975年（昭和50年）に富山地方鉄道のデ5010形4両を購入したもので、そのうち3両（デ5031・5035・5037）が翌年6月にデ10形（11 - 13）として竣功した。入線にあたり、ステップ部分の切り落とし等の改造が実施されている。間接（非自動）制御で、構造上は総括制御による運用も可能であったが、連結器が他の車両と異なることから併結しての運用が組めず、閑散時の単行運転に用いられた。末期はデ11とデ13の2両が運用に就き、路線廃止日の1994年（平成6年）4月1日付で全車廃車となった。